# Jim Browne
James Frederick Browne, detto Jim (Midlothian, 3 ottobre 1930 – Titusville, 23 aprile 2003), è stato un cestista statunitense, professionista nella BAA e nella NBA.